# Беатрис Сакскобургготска
Беатрис Сакскобурготска, с рождено име Беатрис Леополдина Виктория (на английски: Beatrice Leopoldine Victoria; * 20 април 1884, Истуел Парк, Великобритания; † 13 юли 1966, Санлукар де Барамеда, Испания), е принцеса на Великобритания и Ирландия, член на британското кралско семейство – внучка на британската кралица Виктория и на руския император Александър II. Тя е по-малка сестра на румънската кралица Мария. Чрез женитба е принцеса Бурбон-Орлеанска и херцогиня на Галиера.

## Живот

### Произход и детство
Тя е най-малката дъщеря на херцога на Единбург Алфред и на великата руска княгиня Мария Александровна. Така по рождение Беатрис е член на двете най-могъщи аристократични фамилии в тогавашния свят – на британското кралско семейство и на руското императорско семейство. По бащина линия тя е внучка на британската кралица Виктория, а по майчина линия – на руския император Александър II.
Голяма част от детството си Беатрис прекарва в Малта, където баща ѝ служи в Кралския военноморски флот в Средиземно море. През 1893 г. бащата на Мария наследява херцожеската титла на германското Княжество Сакс-Кобург и Гота и семейството се премества да живее в новите си германски владения.

### Романс с княз Михаил Александрович
През 1902 г. Беатрис преживява романс с великия руски княз Михаил Александрович – по-малкия брат на руския цар Николай II. Бракът между двамата обаче се оказва невъзможен, тъй като срещу него се обява самият император, който в духа на руските православни традиции отказва да благослови един брак между първи братовчеди. През 1903 г. Беатрис получава писмо от великия княз, който я уведомява, че двамата не могат да се оженят. Положението се нагнетява допълнително, след като Беатрис получава и писмо от по-голямата си сестра Виктория, която упреква Михаил като виновник за забранения романс (парадоксално, но няколко години по-късно, след смъртта на първия си съпруг, сестрата на Беатрис изпада в същото положение, след като решава да се омъжи за първия си братовчед Кирил Владимирович). Любовната мъка по Михаил разстройва нервите на Беатрис, която е изпратена да се лекува в Египет.

### Херцогиня на Галиера
През 1905 г. се разнася мълва за възможен брак между Беатрис и испанския крал Алфонсо XIII. Новините обаче се оказват неоснователни, тъй като през 1905 г. испанският крал се жени за братовчедка ѝ Виктория Евгения Батенберг. На кралската сватба Беатрис се запознава с братовчеда на испанския крал – дон Алфонсо де Орлеан и Бурбон, инфант на Испания и пети херцог на Галиера. На отношенията между Беатрис и Алфонсо обаче не гледат с добро око в Мадрид, тъй като отказът на Беатрис да приеме католицизма правел невъзможен брака ѝ с испанския престолонаследник. Лично крал Алфонсо XIII ясно дава да се разбере, че ако този брак се състои, Беатрис и Алфонсо ще трябва да живеят извън Испания. Въпреки това дон Алфонсо и Беатрис се женят по католически и лютерански обред в Кобург на 15 юли 1909 г. Младоженците се установяват в Кобург. Беатрис ражда на дон Алфонсо трима сина.
През 1912 г. на Алфонсо и Беатрис е позволено да се завърнат в Испания. По това време се разнасят слуховете за любовна връзка между краля и Беатрис. Истина или не, слуховете достигат до кралицата майка Мария-Кристина, която настоява Беатрис да напусне Испания. Това става причина хероцогът и хероцгинята на Галиера да бъдат прогонени за втори път от Испания под претекст, че кралят изпраща братовчед си на мисия в Швейцария. По време на второто си изгнание семейството на Беатрис се установява във Великобритания, където синовете им завършват Уинчестър Колидж. Няколко години по-късно на Беатрис и Алфонсо отново е позволено да се завърнат в Испания, където този път двамата се установяват в семейните владения на дон Алфонсо в Санлукар де Барамеда, Южна Испания.
30-те години на века се оказват тежко време за испанското кралско семейство и за семейството на Беатрис. Отмяната на монархията и провъзгласяването Испания за република лишава семейството на Беатрис от по-голямата част от владенията му в Испания и принуждава херцога и съпругата му отново да емигрират във Великобритания.
По време на испанската гражданска война през 1936 г. в сраженията срещу комунистите е убит по-малкият им син Алонсо. След войната Беатрис се завръща в Санлукар де Барамеда, където умира на 13 юли 1966 г.

## Деца
- Алваро Антонио Фернандо Карлос Фелипе (1910 – 1997)
- Алонсо Мария Кристино Хусто (1912 – 1936)
- Атолфо Алехандро Исабело Карлос (1913 – 1974)